# Aleksander Stein
Aleksander Stein – polski aktor żydowskiego pochodzenia, który zasłynął głównie z ról w przedwojennych żydowskich filmach i sztukach teatralnych w języku jidysz.

## Filmografia
- 1938: List do matki